# Liang Jun
Liang Jun (梁軍S, Liáng JūnP; 12 marzo 1969) è un'ex schermitrice cinese, vincitrice di una medaglia di bronzo ai campionati mondiali di scherma.